# Генератор случајног теста
Генератор случајног теста (енгл. Random test generator често скраћено РТГ или ИСГ за упутства тока генератор) су врста софтвера који се користи у функционалној верификацији микропроцесора. Њихова примарна намена лежи у пружању улазног подстицаја тестирајућих уређаја.
У верификационом окружењу симулација / тест клупа, процесни симулатор створио је РТГ и покривеност монитора која може да се користи како би проверили да генератор правилно тестира дизајн.
Случајни тест генератори крећу у распону од једноставних скриптних језика и параметризованих макроа који могу бити остварени у року од неколико недеља до пуних услуга системима који захтевају широки развој софтвера. Случајни тест генератори најчешће створени од стране пројектованих организација.

## Табеле генератора
Табела случајних тест генератора су најједноставније РТГС доступности. Стварање таквих генератора се може извести релативно брзо, и захтеви одржавања су често слаби. Ови генератори раде по бележењу ИСА знања и складиште га у релационој бази података за каснију употребу. Због њихове поједностављене природе, табле генератора могу користити мање квалификовано особље да створи занимљиве тестове. Постоји сметња тих генератора међутим, њихова имплементација се обично ограничава на једноставне архитектуре. Употреба на сложенијим ИСА може довести до немогућности постизања корнер-случаја или стварања сложених сценарија. Табела генератора такође може генерисати неважеће тестове на време.

## Статични генератори
Статични генератори су слични табелама генератора са изузетком да је већина наредби, операнда и избор података борави у сложености процедуралног кода. Статички генератори су у стању да произведу више случајних понашања од табела генератора, али и даље погађа многе корнер-случајеве. Поред тога, ниво вештине потребна за креирање и одржавање таквог алата нагло расте када се достигне овај ниво префињености.

## Динамични генератори
Динамични генератори уграђују значајна сазнања о архитектури која се тестира. Они побољшавају способност мање искусних корисника да генеришу сложене тестове који могу да погоде тешко доступним корнер без спотицања на суптилним програмским замкама. Додатно знање, флексибилност и лакоћа употребе огледају се у сложенијим генераторима, а тиме и трошкови стварања и одржавања генератора су већи него за табеле или статичке генераторе.